# Spojené státy americké na Zimních olympijských hrách 1924
Spojené státy americké na Zimních olympijských hrách 1924 reprezentovalo 24 sportovců (22 mužů a 2 ženy) v 6 sportech.

## Medailisté
| Medaile | Jméno | Sport           | Disciplína            |
| ------- | --- | --------------- | --------------------- |
| Zlato   | Charles Jewtraw | Rychlobruslení  | Muži 500 m            |
| Stříbro | Beatrix Loughran | Krasobruslení   | Ženy jednotlivci      |
| Stříbro | Clarence Abel Herbert Drury Alphonse LaCroix John Langley John Lyons Justin McCarthy Willard Rice Irving W. Small Francis Synott George Geran - nenastoupil | Lední hokej     | Turnaj mužů           |
| Bronz   | Anders Haugen | Skoky na lyžích | Muži můstek K90 (70m) |